# PlayStation Network
PlayStation Network (PSN) è un servizio offerto da Sony a partire da novembre 2006 per le console PlayStation 3, PlayStation 4, PlayStation 5, PlayStation Portable (dal firmware 5.00 in poi) e PlayStation Vita che permette a chi dispone di una connessione Internet a banda larga di giocare in multiplayer. Sviluppato da Sony, fa parte del servizio Sony Entertainment Network.

## Funzionalità
PlayStation Network è attivo da novembre 2006 ed è una piattaforma in continuo aggiornamento. È il servizio offerto da Sony, per giocare online, comunicare con amici e familiari in tutto il mondo ed esplorare il web. A differenza del servizio online della PS2, nel quale a ogni sviluppatore era lasciato l'onere di gestire la propria infrastruttura di rete, con il PSN il tutto è gestito da Sony.
Il PSN utilizza la connessione a banda larga dell'utente e fornisce una serie di servizi attinenti alla comunità PlayStation nel mondo.
I servizi disponibili differiscono in base al territorio, i principali sono:
- La possibilità di giocare in multiplayer con il resto degli utenti iscritti al servizio, nonché confrontarsi con la propria lista trofei.
- Un negozio online denominato PlayStation Store periodicamente aggiornato al cui interno è possibile scaricare applicazioni, acquistare e/o noleggiare film, trailers, temi, musica, videogiochi, demo, mini giochi ed elementi di gioco aggiuntivi.
- Un sistema di chat/videochat per comunicare con una lista di amici, consentendo di inviarsi inoltre allegati quali immagini, musica, video e dati di gioco. Utilizzando PlayStation Eye o PlayStation Camera è possibile inoltre effettuare videoconferenze con gli altri utenti.
- Un browser derivato da Opera e basato su WebKit con il quale navigare sul web.
- Personalizzare le console con temi, sfondi, avatar, ecc.
- Effettuare aggiornamenti della console e download delle patch dei giochi.
- Il servizio a pagamento PlayStation Plus con salvataggio dei giochi su piattaforma cloud e servizi extra.
- Funzionalità Share Play: funzione di gioco cooperativo online, che consente di invitare un amico nella propria partita, tramite controllo remoto, anche se non possiede una copia del titolo (compatibile solo con PlayStation 4 e PlayStation 5).
- Funzionalità PlayLink (compatibile solo con PlayStation 4).
- Funzionalità di cloud gaming disponibile in base al piano di abbonamento acquistato su Playstation Plus.
- PlayStation Stars: unendo la propria iscrizione a PlayStation Stars, è possibile utilizzare le proprie abilità di gioco per acquisire collezionabili digitali unici e ricevere premi. È inoltre possibile completare le campagne, ottenere punti e visualizzare i propri collezionabili in una vetrina digitale presente nella PlayStation App, dimostrando così l'interesse per il mondo dei videogiochi e delle esperienze offerte da PlayStation. Gli abbonati a PlayStation Plus che si uniscono a PlayStation Stars ottengono dei punti con ogni acquisto idoneo effettuato su PlayStation Store. I punti così ottenuti possono essere scambiati con fondi del portafoglio di PSN, da conservare o utilizzare per successivi acquisti sul PS Store, includendo collezionabili esclusivi per la PlayStation App e altro ancora. La disponibilità degli oggetti è soggetta a cambiamenti.

Nel marzo 2021 Sony ha annunciato il termine del servizio di vendita di contenuto digitale per alcune sue piattaforme più vecchie (nella fattispecie PSP, PS Vita e PlayStation 3): la chiusura del negozio virtuale è programmata per il 2 luglio 2021, ma l'azienda ha assicurato che, nonostante dopo tale data non sarà più possibile acquistare nuovi giochi o espansioni né attivare qualsiasi tipo di contenuto videoludico, rimarrà per gli utenti la possibilità di riscaricare e utilizzare il software precedentemente acquistato e presente nella propria raccolta digitale. Tuttavia, in seguito alle lamentele da parte dell'utenza, il 20 aprile Sony ha dichiarato che il negozio digitale verrà chiuso solo per PlayStation Portable, rimanendo di fatto attivo e accessibile dai dispositivi PS3 e PS Vita.

## Storia

### Attacchi del 2011
Tra il 17 e il 19 aprile 2011, il PSN è stato attaccato, da alcuni hacker che hanno violato il sistema. Il 20 aprile i server sono stati spenti. Secondo altre fonti, invece, il PSN sarebbe stato spento per colpa di errori della Sony durante lavori di routine. Il 24 aprile è stato il giorno in cui alla Sony sono venuti a conoscenza di cosa è stato effettivamente preso dagli account, e il 26 aprile hanno inviato una mail a tutti i registrati al PSN. Nel giro di poco tempo tutti i dati anagrafici, gli indirizzi email, login e password del PSN di oltre 77 milioni di utenti erano pesantemente a rischio di furto dalle banche dati.
I primi sospettati di tale attacco furono gli Anonymous, come atto di vendetta nei confronti di Sony, per aver citato in giudizio George Hotz, un giovane hacker responsabile di aver diffuso poche settimane prima sul web i codici di sicurezza di PlayStation 3, attraverso i quali la console può essere violata. Altre ipotesi invece affermarono che Sony sarebbe stata violata da alcuni utenti attraverso l'uso su PlayStation 3 di un custom firmware, denominato Rebug, utilizzato per acquistare contenuti digitali con carte di credito inesistenti.
Il primo maggio Sony ha tenuto una conferenza motivando le cause della sospensione del servizio PSN, illustrando l'incremento delle procedure di sicurezza per prevenire in futuro simili problematiche, nonché il rimborso per gli utenti.
Sony ha inoltre dichiarato che le operazioni per il ritorno online stanno volgendo al termine, e che si sta procedendo alla fase finale dei test; probabilmente, entro la fine di maggio, i servizi PSN sarebbero stati riattivati completamente.
Dalla mattina del 15 maggio 2011, Sony ha iniziato la fase di riattivazione del PSN abilitando nuovamente le funzionalità di gioco online, PlayStation Home e sincronizzazione trofei; al momento dell'accesso al PSN, per cautelarsi contro possibili furti di dati è stato imposto agli utenti l'inserimento di una nuova password d'accesso con requisiti minimi di complessità maggiorati, anche se l'elevato numero di utenti iscritto al PSN ha creato qualche rallentamento nelle procedure. Anche dopo la riattivazione sono stati tuttavia necessari nuovi interventi di manutenzione del PSN (con conseguente periodo di downtime) al fine di migliorare la qualità del servizio ed evitare il ripetersi di attacchi. Il 23 maggio 2011 il colosso giapponese ha dichiarato che gli attacchi hanno portato ad una perdita di 171 milioni di dollari per l'anno fiscale 2011 ed un impatto indiretto in termini di mancato guadagno stimabile intorno a 207 milioni.
La questione sulla scarsa sicurezza e negligenza da parte di Sony, però, ha attirato le critiche del Data Protection and Freedom of Information Advice con sede nel Regno Unito. L'ente ha, con il potere a lui attribuitogli, sanzionato e costretto Sony al pagamento di una multa per un valore di circa 290.000 euro, che all'epoca equivalevano a circa 37.6 milioni di yen.
Dopo circa tre settimane di attesa, il 2 giugno 2011, il PlayStation Store è tornato online, mentre il programma Welcome Back è diventato disponibile dal 3 giugno. Nei primi giorni di riapertura del servizio, a causa del notevole aumento di traffico, sono stati registrati diversi rallentamenti in fase di accesso allo Store.

#### ProgrammaWelcome Back
In seguito al periodo di downtime del PSN, per scusarsi con i suoi utenti del disservizio Sony ha preposto un programma Welcome Back, ovvero una lista di bonus e videogiochi gratuiti che l'azienda giapponese ha messo a disposizione degli utenti dopo la riapertura del PlayStation Store, e che riguardano esclusivamente i possessori di account già attivi prima della data degli attacchi (17 aprile 2011); detti bonus sono stati resi disponibili solo dopo la riattivazione dello Store. Secondo quanto dichiarato sul PlayStation Blog ufficiale, il programma prevede:
- Un abbonamento gratuito di un mese al servizio PlayStation Plus per i non abbonati, oppure una estensione di due mesi per coloro che già erano iscritti.
- Una estensione di 30 giorni all'abbonamento a Qriocity, solamente per i già iscritti.
- La possibilità di scaricare gratuitamente due titoli PS3 a scelta tra LittleBigPlanet, inFamous, Ratchet & Clank: Alla ricerca del tesoro, Dead Nation e Wipeout HD + il DLC Fury.
- La possibilità di scaricare gratuitamente due titoli PSP a scelta tra LittleBigPlanet, ModNation Racers, Pursuit Force e Killzone: Liberation.
- Contenuti gratuiti per PlayStation Home.
- 3 film a noleggio gratuiti dal PlayStation Video Store (Bad Boys II, Hostel, Resident Evil: Apocalypse).

Va comunque specificato che spetta all'utente la data di decorrenza delle promozioni: per farlo è sufficiente accettare nel menù dedicato sullo Store l'attivazione del pacchetto Welcome Back.

### Attacchi del 2014
Tra il 23 ed il 24 agosto 2014, a distanza di ben 3 anni dal precedente, vi è stato un altro attacco al PSN. Un manipolo di crakers noti come Lizard Squad ha eseguito un attacco informatico di tipo DOS, che ha avuto l'esito di mandare offline i servizi. Contemporaneamente a PSN sono stati colpiti anche Battle.net, che ha mandato fuori servizio i server di gioco multiplayer di Diablo III, League of Legends e World of Warcraft. Il fatto fu confermato ufficialmente anche da John Smedley, boss di Sony Entertainment Network, che annunciò: "Stiamo subendo un attacco su larga scala. Sono già stati adottati i provvedimenti necessari, ma potrebbero verificarsi dei problemi fino al termine della manutenzione."
Nelle ore successive, oltre al danno, si aggiunse anche la beffa. Infatti, Lizard Squad oltre al cracking al PSN, ha anche criticato Sony con un messaggio sul proprio profilo Twitter, esclamando: "Sony, l'ennesima grande azienda, che non sta spendendo i fiumi di denaro che ottiene dal PSN, per dare il meglio ai suoi clienti. Che quest'avidità finisca."
Successivamente la questione è degenerata ulteriormente, quasi a livello "tragicomico": mentre John Smedley si recava in aereo da Dallas a San Diego, per un viaggio d'affari, i crackers di Lizard Squad hanno intercettato il suo volo American Airlines 362 (un Boeing 757 con a bordo 185 passeggeri) ed hanno avvertito la compagnia che a bordo dell'aereo vi era una bomba. Pur trattandosi di uno scherzo, a causa di questioni di sicurezza, il volo di Smedley ha subito un ritardo ed ha dovuto deviare verso Phoenix. Per burlarsi ulteriormente della situazione, sul profilo Twitter di Lizard Squad, venne caricato un video-montaggio (preso da YouTube) che mostrava una delle torri del World Trade Center, durante gli attentati dell'11 settembre 2001, accompagnata dal timer di una bomba che una volta conclusosi, mostrava la torre crollare su se stessa.
Tra il 24 e il 25 agosto, un rappresentante di Sony Entertainment Network riferì le parole di John Smedley: "Posso confermare che ora, l'FBI si sta occupando personalmente della cosa"; a maggior ragione l'FBI è intervenuta temendo atti di terrorismo, anche perché sempre sul profilo Twitter di Lizard Squad (oltre al foto montaggio sul WTC) sono stati pubblicati più post con riferimenti inneggianti allo Stato Islamico dell'Iraq e del Levante, un movimento jihadista affermatosi in medio oriente da aprile, anche se rimaneva tuttavia da verificare la veridicità della cosa, o se si trattava dell'ennesima burla. Nello stesso momento però iniziano gli attacchi di Lizard Squad anche ad Xbox Live, mentre Battle.net viene colpito da un crash di sever per la seconda volta.
Il 25 agosto, tuttavia, i problemi di PSN vengono risolti. Anche i problemi di Xbox Live, durati particolarmente poco, sono stati risolti dal tempestivo intervento di Microsoft, grazie anche al fatto che dopo gli attacchi al PSN, l'azienda americana ha potuto anticiparsi sui tempi. Per prendersi gioco un'ultima volta, di tutto, Lizard Squad al termine del suo lavoro ha emanato giudizi, citando e complimentandosi con Microsoft ed Xbox Live per avergli dato del filo da torcere con le loro contro-misure, mentre ha (per la seconda volta) criticato e deriso Sony e PSN, per la scarsa sicurezza ed elevata facilità nella manomissione dei loro server.

### Servizi disponibili in passato
- PlayStation Home, mondo virtuale (MUVE), disponibile esclusivamente su sistema PS3[40], simile a Second Life
- Life with PlayStation
- Music Unlimited
- PlayStation Now era un servizio su abbonamento che consentiva agli utenti di giocare in streaming senza la necessità di installare fisicamente il gioco sulla propria console. È stato integrato nel PlayStation Plus nel 2022, perdendo formalmente la denominazione originaria.

## Caratteristiche

### Accesso
Per accedere a queste funzionalità serve una connessione a Internet ad alta velocità almeno di tipo ADSL. La console si connette a Internet via Ethernet o in alternativa tramite connessione Wi-Fi. L'accesso al PSN richiede la registrazione di un proprio account, effettuabile sia attraverso la console sia dal sito Internet di Playstation, accessibile da qualunque PC o in alternativa da PSP e PS Vita. 
La console deve essere aggiornata alla versione più recente del software per poter giocare online e accedere al PSN.
È inoltre possibile accedere ai principali servizi della piattaforma (quali messaggistica con gli altri utenti o gestione dell'account) anche tramite app ufficiali, scaricabili sia da Google Play che dall'App Store.

### Costi e contenuti
Tutti i contenuti del PSN sono in alta definizione 720p e 1080p, alcuni sono gratuiti, altri hanno prezzi che vanno da meno di 0,25€ a 69,99€, acquistabili tramite carta di credito o tramite PlayStation Network Card da 20,00€ o 50,00€ acquistabili da negozi di elettronica.
Molti dei contenuti sono disponibili per tutti gli utenti, mentre altri sono disponibili esclusivamente per gli utenti PlayStation Plus.

### Portable
Una versione del PSN è disponibile anche per smartphone che montano sistemi iOS e Android. Consente di collegarsi al proprio account in qualsiasi momento per aggiornare il profilo, i trofei e chattare con gli amici. È scaricabile gratuitamente dall'App Store e dal Play Store.

### PSN Pass
Sony annunciò che dal 9 settembre 2011, con il bundle PS3 + Resistance 3, sarebbe stato lanciato il programma "PSN Pass", che consiste in un codice (valido per una sola PlayStation 3) da inserire nel PlayStation Store per attivare le funzioni online delle esclusive che ne prevedono l'uso. Fu considerato all'epoca un grave colpo per il mercato dell'usato, poiché in caso di acquisto di un gioco usato, era necessario acquistare anche un nuovo codice per attivare le funzioni online.

### PlayStation Plus

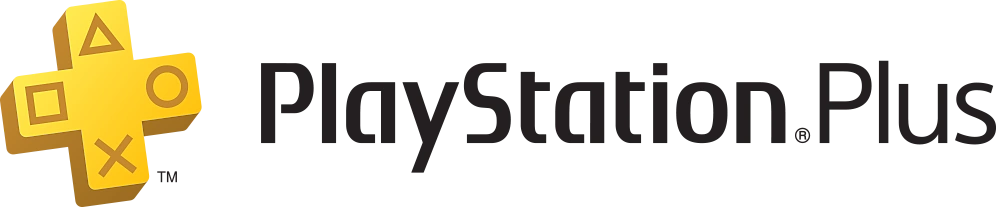
Logo di PlayStation Plus

PlayStation Plus è un servizio di abbonamento a pagamento del PSN presentato ufficialmente all'evento E3 2010 da Jack Tretton, presidente della SCEA, e lanciato insieme al firmware PS3 3.40 e firmware PSP 6.30 il 29 giugno 2010.
L'abbonamento al servizio fornisce agli utenti servizi avanzati sul PSN, che includono la possibilità di scaricare automaticamente le demo dei nuovi giochi in uscita e gli aggiornamenti dei software di gioco o di archiviare online (fino a 100 GB) i dati di gioco così da poter giocare sullo stesso gioco su più PlayStation 3 automaticamente (firmware 3.60 richiesto). Con il firmware 3.70 è stato modificato il "Caricamento online dei dati salvati", che ora archivia automaticamente i dati salvati (solo sui giochi che sono stati giocati dopo aver installato il firmware 3.70 e quindi di aver acconsentito al caricamento automatico online dei dati, questa funzione si estende anche ai trofei, che vengono subito caricati online appena sbloccati). Gli abbonati possono accedere inoltre in modo inedito o anche esclusivo ad alcune beta, demo di giochi, premi e altri contenuti scaricabili per PlayStation Store.
Su PlayStation 4 l'abbonamento PlayStation Plus è obbligatorio per partecipare a partite multiplayer online nei giochi che hanno un costo, quindi sono esclusi i giochi gratuiti. L'amministratore delegato di Sony, Kaz Hirai, ha dichiarato che più della metà dei possessori di PS4 ha sottoscritto l'abbonamento Plus. Inoltre, con questo abbonamento ogni persona ha diritto a due giochi gratis mensili che, se scaricati entro la fine del mese, rimarranno disponibili finché non si disdirrà l'abbonamento.
Dal 31 agosto 2017 i prezzi dell'abbonamento hanno subito un rincaro che ha riguardato tutti gli utenti europei.
Nel 2020 è stato annunciato PlayStation Plus Collection, una collezione di giochi esclusivi di PlayStation 4 per PlayStation 5, come God of War, Ratchet & Clank e altri.
Il 3 dicembre 2021 è stato annunciato un nuovo servizio con il nome in codice Spartacus. Il servizio è una fusione tra PlayStation Plus e PlayStation Now e si divide in tre abbonamenti: "Essential", "Extra" e "Premium". Più tardi è stato annunciato che il nome del nuovo servizio sarebbe rimasto PlayStation Plus e che sarebbe stato il principale concorrente di Xbox Game Pass di Microsoft e Nintendo Switch Online di Nintendo. Il servizio è stato reso disponibile il 23 maggio 2022 in Asia, il 1º giugno in Giappone, il 13 giugno in Nord America e il 22 giugno in Europa.
Le principali funzionalità integrate nel nuovo PlayStation Plus sono:
- Giochi mensili;
- Multigiocatore online;
- Sconti esclusivi;
- Contenuti esclusivi;
- Memoria di archiviazione nel cloud;
- Share Play;
- PlayStation Plus Collection (catalogo di giochi per PlayStation 4) (disponibile solamente su PlayStation 5);
- Assistenza per i giochi (disponibile solamente su PlayStation 5);
- Spedizione gratuita direttamente da PlayStation;
- Catalogo giochi (catalogo di giochi per PlayStation 4 e PlayStation 5) (disponibile solamente con gli abbonamenti Extra e Premium);
- Ubisoft+ Classics (disponibile solamente con gli abbonamenti Extra e Premium);
- Catalogo dei classici (catalogo di giochi per PlayStation 2, PlayStation 3 e PlayStation Portable) (disponibile solamente con l'abbonamento Premium);
- Versioni di prova dei giochi (disponibili solamente con l'abbonamento Premium);
- Streaming nel cloud (disponibile solamente con l'abbonamento Premium).

## Jailbreak
Attualmente esistono vari tipi di modifiche hardware e software per PS3. Consistono in alcuni exploit sfruttati per permettere al sistema di leggere copie di backup (o piratate) dei giochi e installare vari programmi di terze parti.

### Ban
La Sony, dall'aggiornamento al firmware 3.56 in poi, ha incluso il sistema Rootkit, che consente all'azienda nipponica di controllare le console in segreto per scoprire eventuali manomissioni. Se un utente, dopo aver modificato la sua console tenta di accedere al PSN, si vedrà bannare in poco tempo dai contenuti online. Con una console bannata, l'utente non può né creare ulteriori account di PSN, né accedere alle funzionalità di rete, tra cui lo stesso PSN e PlayStation Store perché viene registrato il Console Identificator della console stessa.

## Disponibilità
Il PSN è attualmente disponibile e supportato in 73 stati.
- Arabia Saudita
- Argentina
- Australia
- Austria
- Bahrein
- Belgio
- Brasile
- Bulgaria
- Canada
- Cile
- Cina
- Cipro
- Colombia
- Corea del Sud
- Costa Rica
- Croazia
- Danimarca
- Ecuador
- El Salvador
- Emirati Arabi Uniti
- Filippine
- Finlandia
- Francia
- Germania
- Giappone
- Grecia
- Groenlandia
- Guatemala
- Honduras
- Hong Kong
- Islanda
- Isole Fær Øer
- India
- Indonesia
- Irlanda
- Israele
- Italia
- Kuwait
- Libano
- Lussemburgo
- Malaysia
- Malta
- Messico
- Nicaragua
- Norvegia
- Nuova Zelanda
- Oman
- Paesi Bassi
- Pakistan
- Panama
- Perù
- Polonia
- Porto Rico
- Portogallo
- Regno Unito
- Repubblica Ceca
- Qatar
- Romania
- Russia
- Serbia
- Singapore
- Slovacchia
- Slovenia
- Spagna
- Stati Uniti d'America
- Sudafrica
- Svezia
- Svizzera
- Taiwan
- Thailandia
- Turchia
- Ungheria
- Vietnam